# Luca Scassa

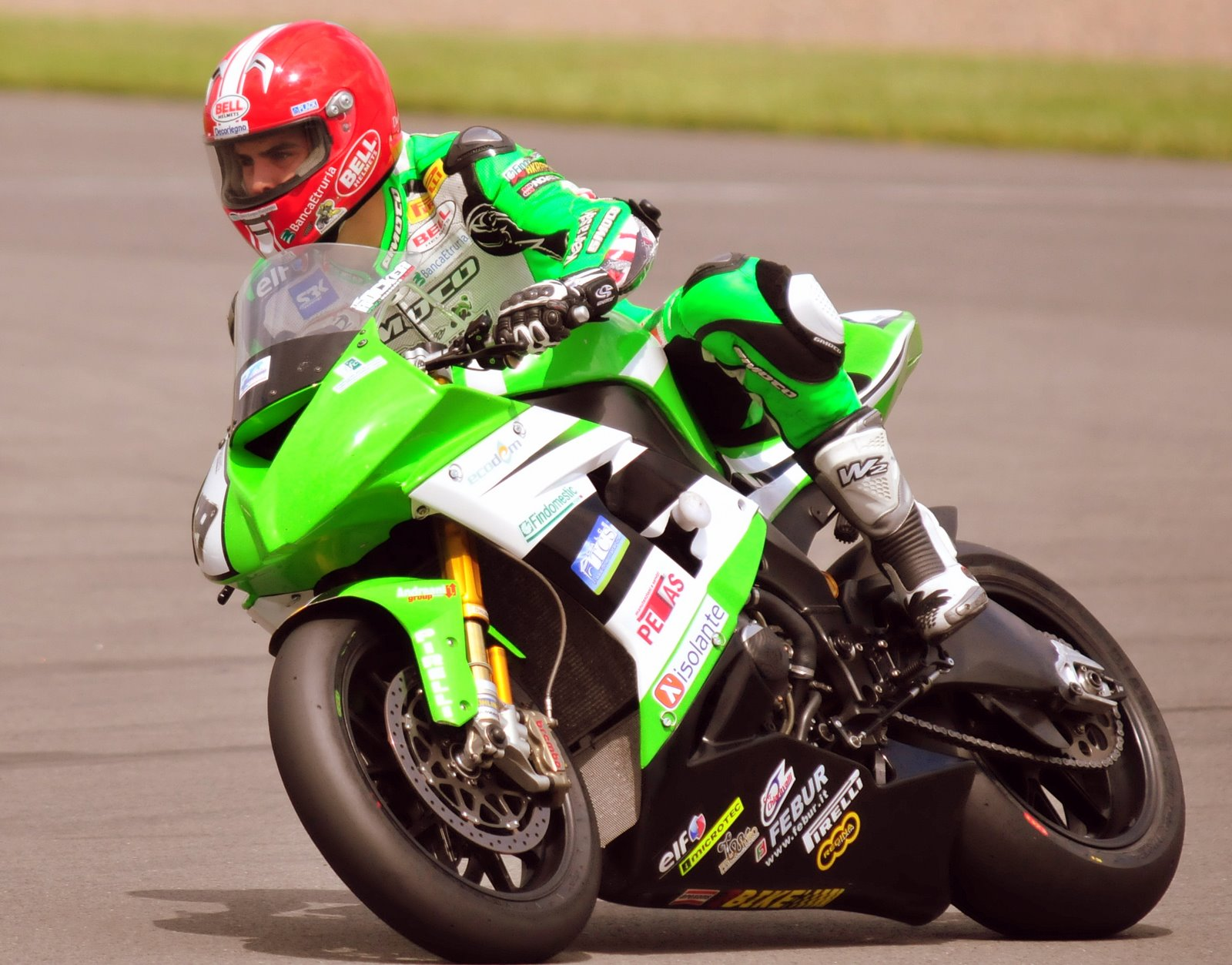
Luca Scassa 2009 auf Pedercini-Kawasaki

Luca Scassa (* 23. August 1983 in Arezzo, Toskana, Italien) ist ein italienischer Motorradrennfahrer.
Scassa startet seit 2009 in der Superbike-Weltmeisterschaft, sein Spitzname ist The Rocker.

## Karriere

### Anfänge
Luca Scassa bekam die Begeisterung für den Motorradsport bereits in die Wiege gelegt. Vater Luigi war selbst Motorradrennfahrer und arbeitete später als Mechaniker. Der Italiener begann beim Motocross und wechselte später in den Straßenrennsport. Sein erstes Rennen überhaupt bestritt er auf einem Motorroller und gewann auf Anhieb.
Im Jahr 1999 wurde Scassa Dritter und bester Rookie im Aprilia-125-Cup, im folgenden Jahr beendete er diese Meisterschaft als Zweiter. 2001 gewann er die EuroCup Aprilia 250 Challenge. 2002 und 2003 startete der Italiener in der Coppa Italia Superstock 600, die er im zweiten Jahr gewann.
Zwischen 2004 und 2006 trat Luca Scassa sowohl im FIM Superstock 1000 Cup als auch in der italienischen Superstock-1000-Meisterschaft an. In den ersten beiden Jahren belegte er auf Kawasaki ZX-10R bzw. Yamaha YZF-R1 jeweils die Gesamtränge sieben und vier in diesen Serien. 2006 gewann der Aretiner auf MV Agusta die italienische Meisterschaft in der Superstock-1000-Klasse, im FIM Cup belegte er hinter seinen Landsleuten Alessandro Polita und Claudio Corti den dritten Rang.
2007 startete Scassa auf MV Agusta in der US-amerikanischen AMA Superbike Championship, wo er zum Rookie of the Year gekürt wurde.
In der Saison 2008 gewann Luca Scassa auf MV Agusta F4 R 312 des Teams UnionBike Gimotorsports die italienische Superbike-Meisterschaft. Im Endklassement hatte er mit 110 Punkten 23 Zähler mehr auf dem Konto als der zweitplatzierte Yamaha-Pilot Claudio Corti.

### Superbike-WM

#### Saison 2009
Die Saison 2009 bestritt Scassa als Stammfahrer für das werksunterstützte italienische Privatteam Pedercini in der Superbike-Weltmeisterschaft. Er pilotierte eine Kawasaki ZX-10R, sein Teamkollege war der Spanier David Salom. Scassa zeigte im Saisonverlauf eine positive Entwicklung, dominierte seinen Teamkollegen jederzeit und fuhr besonders in der zweiten Saisonhälfte stetig Mittelfeldplätze oder sogar WM-Punkte ein. Seine beste Platzierung erreichte er mit Rang 13 beim ersten Lauf der vorletzten Saisonveranstaltung im französischen Magny-Cours. Mit insgesamt elf Punkten belegte Scassa den 29. Gesamtrang.

#### Saison 2010
In der Saison 2010 startet Luca Scassa im Supersonic Team auf einer Ducati 1098R. Nachdem er beim ersten Saisonlauf in Australien noch gefehlt hatte und in Portugal zweimal nicht die Punkteränge erreichte, errang er im spanischen Valencia mit zwei 14. Rängen seine ersten WM-Punkte der Saison. Seither fuhr der Italiener regelmäßig in die Punkteränge, erreichte oft sogar Resultate unter den besten Zehn und ließ dabei regelmäßig einige Werksfahrer hinter sich.
Beim ersten Lauf im US-amerikanischen Miller Motorsports Park fuhr Scassa mit Rang sieben sein bis dato bestes Saisonresultat und gleichzeitig das beste Resultat seiner Laufbahn in der Superbike-WM ein. Beim folgenden Lauf in Misano erreichte erstmals die dritte Runde der Superpole-Qualifikation und startete als Achter. In den Rennen erreichte er die Plätze elf und acht.
Zwei Wochen später im tschechischen Brünn ging Luca Scassa als bester Ducati-Pilot sogar vom sechsten Startplatz aus ins Rennen. Jedoch stürzte er in der fünften Runde des ersten Laufes an siebenter Stelle liegend per Highsider und zog sich dabei Brüche des dritten und vierten Mittelfußknochens am rechten Fuß zu, die ihn dazu zwangen, den zweiten Lauf auszulassen. Zur folgenden Veranstaltung im britischen Silverstone trat Scassa trotz Verletzung wieder an. Im zweiten Freien Training wurde er in der Anfahrt zur Stowe Corner, in der auch Michael Schumacher 1999 verunglückt war, bei ca. 270 km/h von einer Windbö erfasst und kam zu Sturz. Der Italiener zog sich dabei Prellungen an der rechten Schulter, dem rechten Arm und am rechten Fuß zu, die Starts in den Rennen unmöglich machten.

### Supersport-WM
In der Saison 2011 sollte Luca Scassa für das Werksteam des britischen Herstellers Triumph in der Supersport-Weltmeisterschaft an den Start gehen und an der Seite des Briten Chaz Davies im Team Triumph BE1 Racing eine 675-cm³-Dreizylinder-Triumph Daytona pilotieren.

## Statistik
- 2002 – Coppa Italia Superstock 600 – 9.
- 2003 – Coppa Italia Superstock 600 – Meister
- 2004 – FIM Superstock 1000 Cup – Ormeni Racing, 7., 69 Punkte (1 Podium)
- 2004 – Italienische Superstock-1000-Meisterschaft – 4., 58 Punkte
- 2005 – FIM Superstock 1000 Cup – Ormeni Racing, 7., 78 Punkte (2 Podien)
- 2005 – Italienische Superstock-1000-Meisterschaft – 4., 71 Punkte
- 2006 – FIM Superstock 1000 Cup – EVR Corse Ormeni Racing, 3., 143 Punkte (1 Sieg, 3 Podien, 2 Pole-Positionen, 2 schnellste Rennrunden)
- 2006 – Italienische Superstock-1000-Meisterschaft – Meister, 123 Punkte
- 2007 – AMA Superbike Championship – Rookie of the Year
- 2008 – Italienische Superbike-Meisterschaft – UnionBike Gimotorsports, Meister, 110 Punkte
- 2009 – Superbike-WM – Team Pedercini Kawasaki, 29., 11 Punkte
- 2010 – Superbike-WM – Supersonic Team, 17., 85 Punkte
- 2011 – Supersport-WM – Yamaha ParkinGO Team, 5., 134 Punkte (3 Siege, 4 Podien, 2 Pole-Positionen, 1 schnellste Rennrunde)
- 2012 – British Superbike Championship – Padgetts Honda, 15., 76 Punkte
- 2013 – Supersport-WM – Kawasaki Intermoto Ponyexpres, 8., 75 Punkte (1 Podium)
- 2014 – Superbike-WM – Team Pedercini Kawasaki

## Verweise